# Côte Fleurie

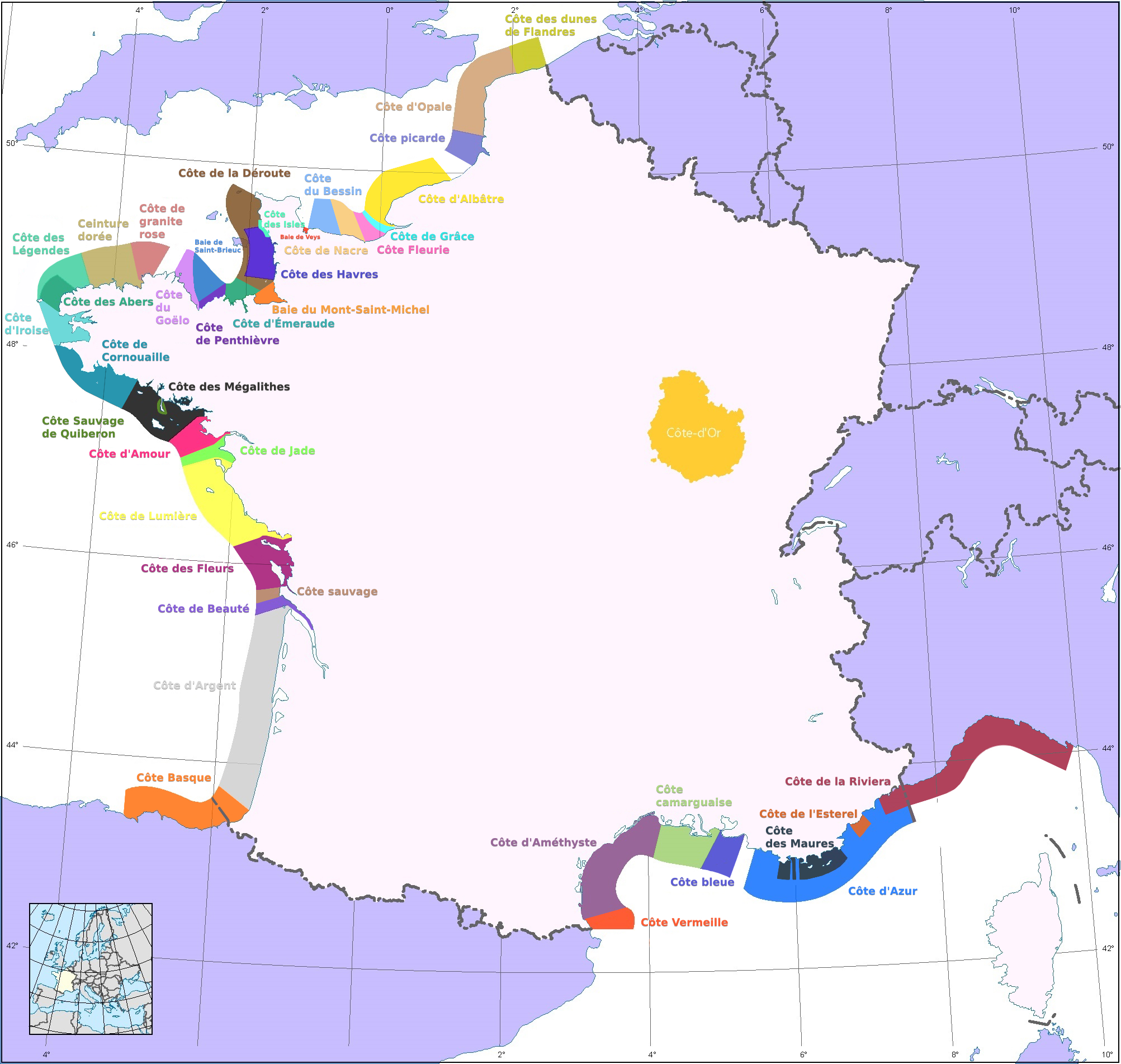
Lage der Côte Fleurie

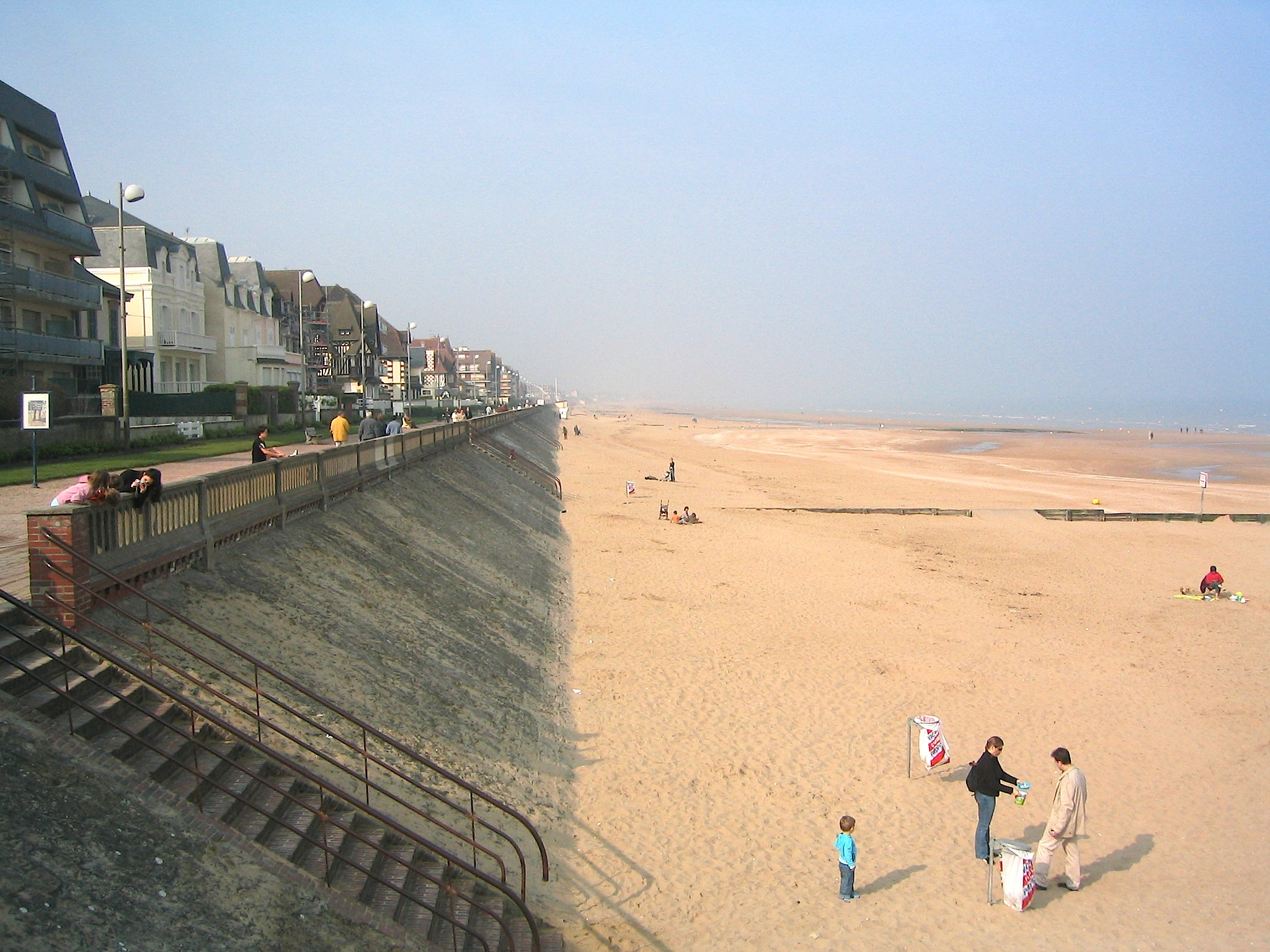
Sandstrand von Cabourg

Als Côte Fleurie (im Deutschen auch als Blumenküste übersetzt) bezeichnet man einen französischen Küstenstreifen im Pays d’Auge im Département Calvados der Region Normandie. Dieser liegt am Ärmelkanal zwischen der Mündung der Seine und der Orne.
Der Name Côte Fleurie entstand im Zusammenhang der touristischen Vermarktung dieser Küstenregion, um sich gegenüber anderen touristisch attraktiven Küsten wie der Côte d’Azur, der Alabasterküste und der Côte d’Émeraude abzuheben und ein eigenes Profil zu entwickeln.
Die Bezeichnung Côte Fleurie nimmt das charakteristische Merkmal des Pays d’Auge, die blühenden Gärten und Wiesen, auf. Kennzeichnend für die Region sind häufige Niederschläge und schnelle Wetterveränderungen.
Dieser Küstenbereich mit sehr vielen Sonnenstunden wird von niedrigen Klippen, von Sanddünen und Salzwiesen gebildet.
Die wichtigsten Orte an der Côte Fleurie sind von Osten nach Westen:
- Honfleur
- Villerville
- Trouville-sur-Mer
- Deauville
- Benerville-sur-Mer
- Tourgéville
- Blonville-sur-Mer
- Villers-sur-Mer
- Houlgate
- Cabourg
- Varaville
- Merville-Franceville-Plage
- Sallenelles